# 周倉

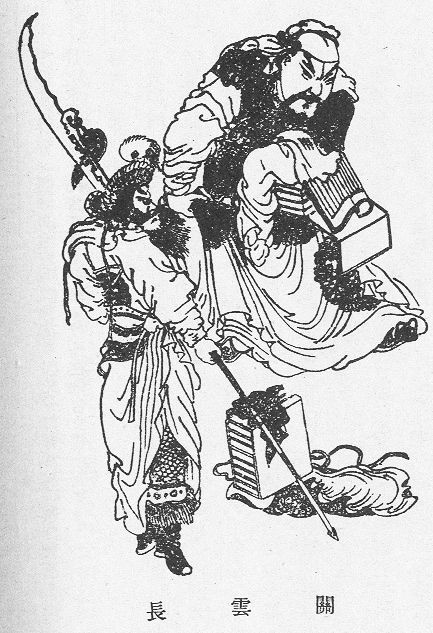
関羽と周倉

周 倉（しゅう そう）は、『三国志演義』『三国志平話』『花関索伝』『山西通志』『関大王独赴単刀会』『聊斎志異』に蜀漢の武将として登場する架空の人物。ただし、関羽と魯粛との会談（単刀会）での発言は元になった人物が存在するが、姓名不詳。古典劇目の『走麦城』、『収周倉』、『収関平』で字は元福。

## 三国志（正史）
『三国志』「魯粛伝」によると、劉備と孫権は、荊州南部の長沙・零陵・桂陽の領有をめぐって対立し、孫権は呂蒙を派兵して実力で占拠した。劉備は対抗して関羽を派遣したので、魯粛は関羽に、兵を遠ざけて二人が刀を一振りずつだけ持った会談を要求した。魯粛が三郡の返還に応じない劉備を責めると、関羽側の一人が「土地は徳にある者が治めるのだ。誰のものと決まったわけではない」と主張した。魯粛はこの人物を厳しく叱責した。関羽は「これはただ国家のことで、どうしてこの人が関知しようか」といい、目配せして去らせた。
劉備と孫権は、湘水を境界線にすることで、妥協が成立した。

## 三国志演義

### 出身と容姿
小説『三国志演義』の第二十七回で、黄巾時代からの同僚裴元紹から語られているところによると、出身は関西地方（涼州）であり、両腕に1千斤の怪力があり、鉄板のような厚い胸板に、渦を巻くような形の縮れ髭の容姿であるという。
関羽の側近として有名なため、実在の人物ではないにもかかわらず、湖北省当陽県麦城村（当陽市南東30km）には墓が建立され、関帝廟には関平と共に関羽の従者として祭られている。中国や華僑の居住地では、現在でも信仰の対象とされている。

### 活躍

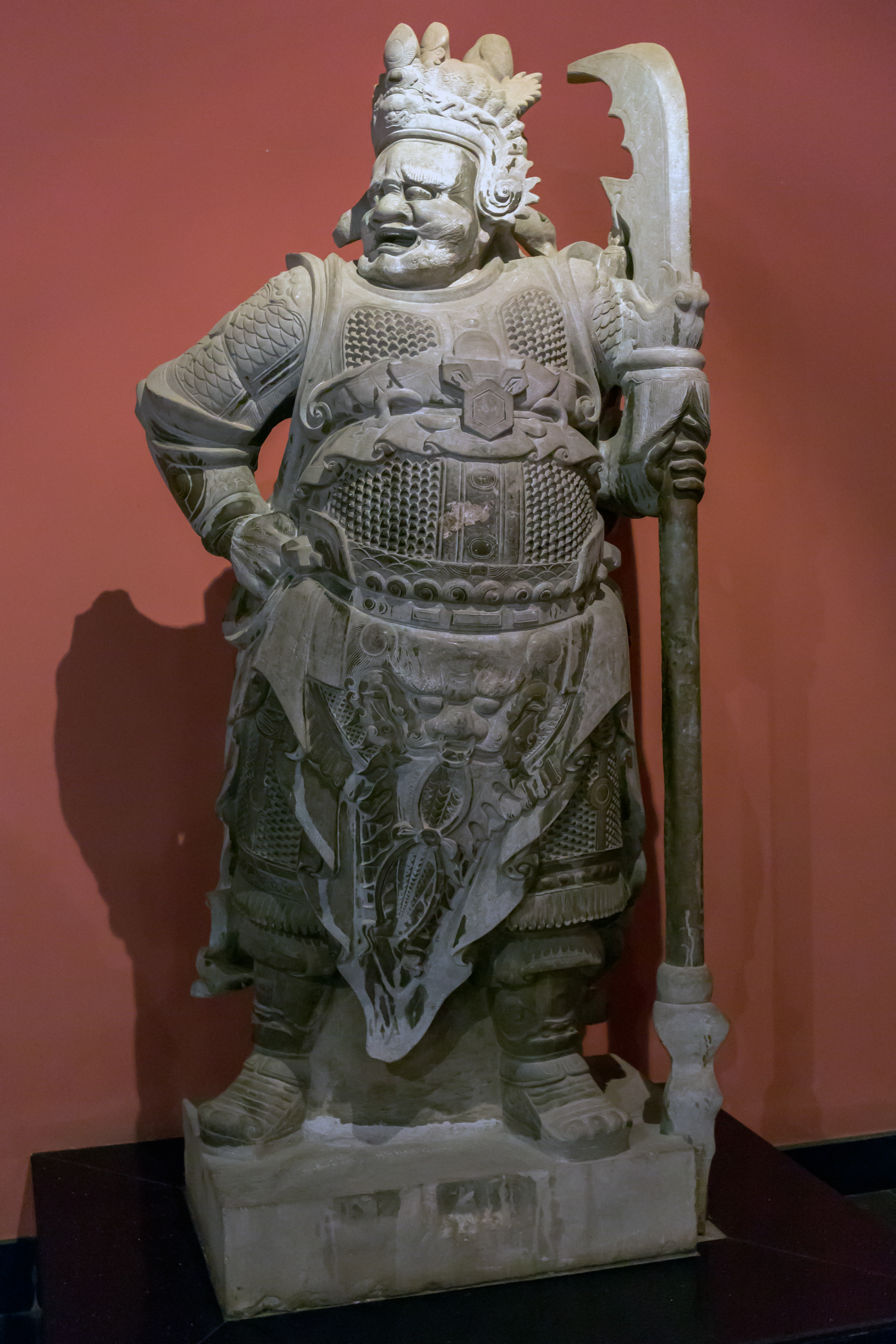
西安碑林の周倉の石像

元は黄巾の乱に参加した黄巾の賊徒。後に裴元紹とともに臥牛山で山賊に身を落とす。
第二十八回、曹操に義理を果たして劉備の元へ帰参する途上にあった関羽と出会い、子分を裴元紹に預ける事を条件に同行を許される。張飛と合流した関羽の命で裴元紹を迎えに行く途中、山賊退治の最中の趙雲と出くわし、散々に打ち負かされる。
第六十五回、劉備が益州牧となると、他の臣下とともに昇進人事があった事が述べられている。
第六十六回、関羽が魯粛との会談（単刀会）を行うと、その従者として参加する。魯粛の主、孫権はあらかじめ謀によって関羽を闇討ちしようと企む。会談がこじれる中、周倉が横合いから「天下の土地は徳にある者が治めるのだ。東呉のものではない」と罵声を上げると、これに怒った関羽に退出させられる。しかし、これは会談での闇討ちを予見していた関羽によってあらかじめ決められていた合図であり、退出した周倉は江岸で旗を振って味方の水軍に合図をする。関羽もまた魯粛を人質に取ったので、関羽と周倉は孫権の罠から無事に生還する事になっている。
元になった「魯粛伝」では関羽側の人物の失言であったのを、演義では逆に孫権の罠に対する関羽の周到な切り返しとして、換骨奪胎している。
第七十四回、関羽は襄陽を水攻めすることによって于禁の七軍を沈め、戦局を一変させる。周倉は、濁流からの脱出を図る龐徳の小船に蒙衝をぶつけて転覆させると、得意の水練（水泳）で龐徳を捕獲するのに成功する。
第七十五回、曹操と孫権が同盟を結び、江陵と公安が落城すると、関羽とともに麦城に撤退する。
第七十七回、関羽が成都に救援を求めに起つと、周倉は王甫とともに麦城の守備に就く。しかし、呂蒙等に捕らわれた関羽はそのまま処刑される。麦城を包囲する孫権軍に、切り取られた関羽親子の首を見せられた周倉は、城壁から飛び降りて自殺する。なお、王甫とともに自刎して果てる、とする版も存在する。

### 周倉伝説
周倉は架空の人物となっているためか、関羽の赤兎馬と同じ速度で戦場を自らの足で走って従軍したとされ、そこから様々な伝説を生んでいる。

#### 笑府
懸命に走る周倉を哀れんだ関羽は、彼に馬を与えようと考えた。しかし、一日千里を駆ける赤兎馬に匹敵する馬など見つかるはずも無く、何とか一日九百里を駆ける馬を見つけられたのでこれを与えた。ありがたく頂いたものの、周倉は困っていた。九百里を駆ける馬では日ごとに関羽に百里離されてしまう。そこで周倉は馬に乗って九百里を駆け、残りの百里は馬を背負って自分の足で走ったという。

#### その他
- ある日、関羽と周倉を離す為に呂蒙が周倉の友人を買収し周倉の足の速さの秘密を調べることとなる。その秘密とは、周倉の足の裏には3本の毛が生えていただけだった。その友人はさっそく周倉を酒で酔わせて足の裏の3本の毛を抜いてしまう。そのせいか、周倉は足が速く走れなくなってしまい呂蒙が関羽を見事に捕らえることに成功したという。

## その他の書
- 『三国志平話』（『新全相平話三國志下卷[2]』元）では関羽とは無関係の諸葛亮の北伐に木牛流馬についてのエピソードがあるのみである。
- 『花関索伝』（元）の『新編足本花関索下西川伝 続集』では、劉備軍が成都を攻めた際の成都の元帥で最初の姜維の攻撃は退けたが、次に関索と戦い降伏する。『新編全相説唱本花関索貶雲南伝 別集』では呉による荊州占領により、関羽ととも玉泉山に逃げ、飢えた関羽に自らの股の肉を与え死ぬ[3]。
- 『關大王獨赴單刀會[4]』（関漢卿　元曲:元代の雑劇）では『三国志演義』と似た内容。
- 『山西通志』（清代の地方史）巻167には以下のとおりの記述あり。
周將軍倉 平陸人 初為張寶將 後遇關公於臥牛山上 遂相從 樊城之役 生擒龐德 後守麥城死之